# Omiodes janzeni
Omiodes janzeni là một loài bướm đêm trong họ Crambidae.